# Goch
Goch – miasto w Niemczech, w kraju związkowym Nadrenia Północna-Westfalia, w rejencji Düsseldorf, w powiecie Kleve. Liczba mieszkańców w 2018 roku wynosiła 33 825.

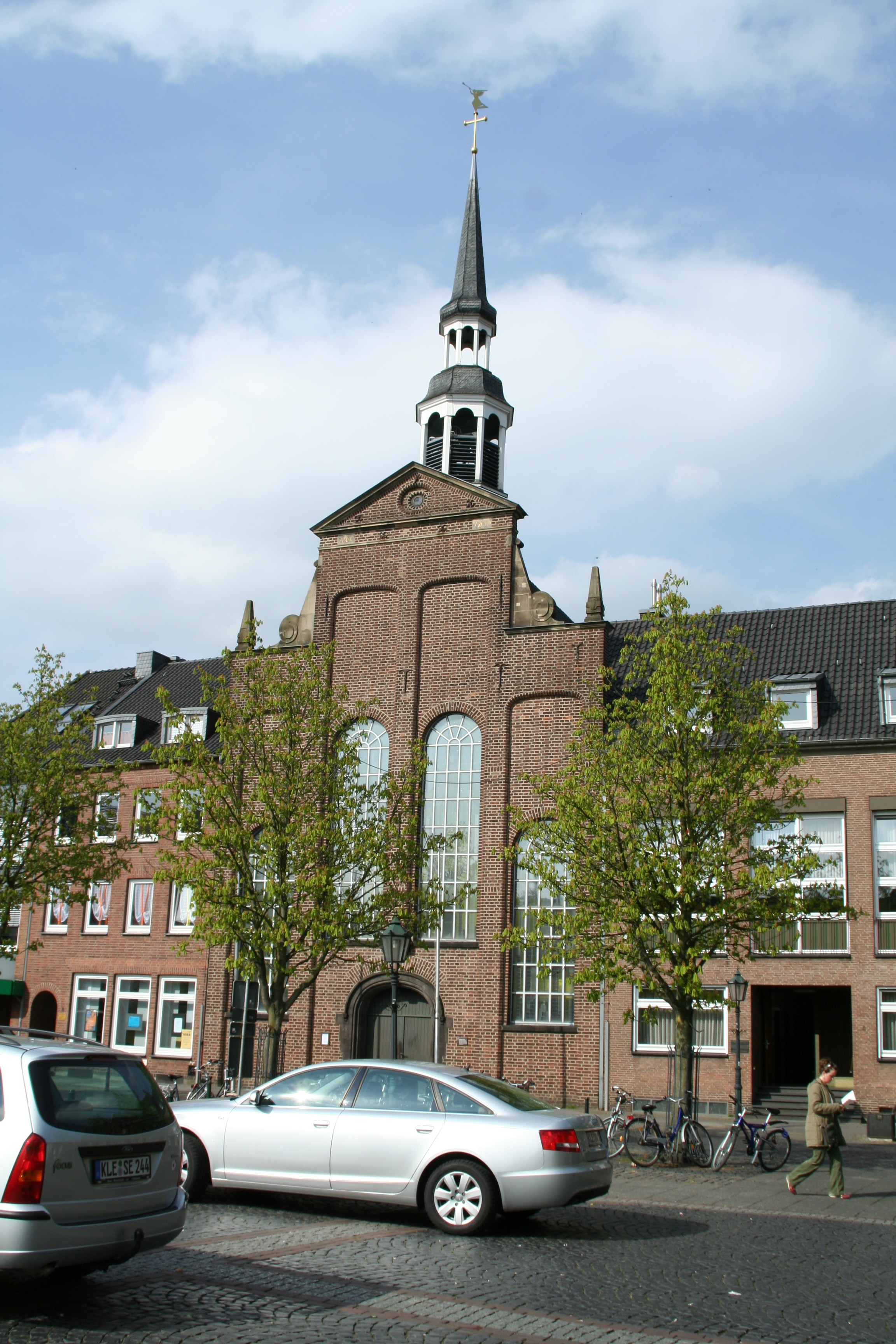
Kościół ewangelicki w Goch